# Liste der Kreisstraßen im Landkreis Altötting
Die Liste der Kreisstraßen im Landkreis Altötting ist eine Auflistung der Kreisstraßen im bayerischen Landkreis Altötting mit deren Verlauf. 

## Abkürzungen
- AÖ: Kreisstraße im Landkreis Altötting
- MÜ: Kreisstraße im Landkreis Mühldorf am Inn
- PAN: Kreisstraße im Landkreis Rottal-Inn
- St: Staatsstraße in Bayern
- TS: Kreisstraße im Landkreis Traunstein

## Liste
Nicht vorhandene bzw. nicht nachgewiesene Kreisstraßen werden in Kursivdruck gekennzeichnet, ebenso Straßen und Straßenabschnitte, die unabhängig vom Grund (Herabstufung zu einer Gemeindestraße oder Höherstufung) keine Kreisstraßen mehr sind.
Der Straßenverlauf wird in der Regel von Nord nach Süd und von West nach Ost angegeben.
| Nr. AÖ | Verlauf |
| ------ | --- |
| AÖ 1   | (MÜ 9 im Landkreis Mühldorf am Inn) – Landkreisgrenze – Höchfelden – Töging am Inn – AÖ 2 – Staudach – AÖ 35 |
| AÖ 2   | (PAN 27 im Landkreis Rottal-Inn) – Landkreisgrenze – Nonnberg – AÖ 34 – Landkreisgrenze – (PAN 27 im Landkreis Rottal-Inn) – Landkreisgrenze – Straß – AÖ 33 – Höll – AÖ 30 – Pleiskirchen – AÖ 31 – AÖ 19 – Engfurt – AÖ 35 – AÖ 1 in Töging am Inn  |
| AÖ 3   | (PAN 30 im Landkreis Rottal-Inn) – Landkreisgrenze – Wald bei Winhöring – AÖ 4 – Estor – AÖ 35 in Winhöring |
| AÖ 4   | AÖ 2 – Georgenberg – AÖ 19 – Wald bei Winhöring – AÖ 3 – AÖ 11 – AÖ 32 – Landkreisgrenze – (PAN 28 im Landkreis Rottal-Inn) |
| AÖ 5   | – AÖ 8 – Perach – AÖ 16 – Jägerhäusl – AÖ 11 |
| AÖ 6   | (MÜ 12 im Landkreis Mühldorf am Inn) – Landkreisgrenze – AÖ 12 – Tüßling – AÖ 14 – – Hinterberg – AÖ 10 – Gröbn – Pirach – St 2107 |
| AÖ 7   | (PAN 31 im Landkreis Rottal-Inn) – Landkreisgrenze – Furth – Landkreisgrenze – (PAN 31 im Landkreis Rottal-Inn) |
| AÖ 8   | AÖ 11 in Reischach – Rudensberg – AÖ 5 in Perach |
| AÖ 9   | St 2355 in Kaindl – Landkreisgrenze – (TS 17 im Landkreis Traunstein) |
| AÖ 10  | Altötting – Graming – Hinterberg – AÖ 6 – Mühlthal – St 2356 – Hirten – Gassen – Hermannbräu – AÖ 25 – Zeitlarn – Halsbach – Heitzenberg – St 2357 – Gallersöd – Hofschalling – Landkreisgrenze – (TS 52 im Landkreis Traunstein)                     |
| AÖ 11  | AÖ 4 – Hatzelsberg – Reischach – AÖ 8 – Endlkirchen – Erlbach – AÖ 5 – Landkreisgrenze – (PAN 5 im Landkreis Rottal-Inn) |
| AÖ 12  | (MÜ 9 im Landkreis Mühldorf am Inn) – Landkreisgrenze – Tüßling – AÖ 6 – Heiligenstatt – /St 2550 in Altötting |
| AÖ 13  | (MÜ 8 im Landkreis Mühldorf am Inn) – Landkreisgrenze – AÖ 31 in Klebing |
| AÖ 14  | AÖ 34 in Tüßling – Neue Heimat – Mörmoosen – Landkreisgrenze – (MÜ 14 im Landkreis Mühldorf am Inn) |
| AÖ 15  | (PAN 48 im Landkreis Rottal-Inn) – Landkreisgrenze – Gassen – Steigthal – AÖ 16 in Marktl |
| AÖ 16  | AÖ 5 in Perach – Niederperach – AÖ 15 – AÖ 22 in Marktl |
| AÖ 17  | (in Planung) St 2108 – Lindach bei Burghausen – St 2107 |
| AÖ 18  | St 2355 – Garching an der Alz – Mauerberg – in Unterneukirchen |
| AÖ 19  | AÖ 4 – Lederhub – Kothingbuchbach – Hanning – AÖ 2 |
| AÖ 20  | in Garching an der Alz – Hartfeld – St 2356 in Hart an der Alz |
| AÖ 21  | St 2106 in Tyrlaching – Moosen – Unterschnitzing – Zageln – Landkreisgrenze – (TS 10 im Landkreis Traunstein) |
| AÖ 22  | (ehemalige B 12) /St 2550 in Alzgern – Stög – / – Bergham – AÖ 24 – Marktl – Stammham – Landkreisgrenze – (PAN 26 im Landkreis Rottal-Inn) |
| AÖ 23  | (TS 9 im Landkreis Traunstein) – Landkreisgrenze – AÖ 27 – Edelham – AÖ 26 – St 2357 in Kirchweidach |
| AÖ 24  | AÖ 22 in Bergham – Weg – Oberviehhausen – Haiming – Piesing – Neuhofen – in Burghausen |
| AÖ 25  | St 2107 in Burgkirchen an der Alz – Holzen – Bergham – Schralling – Hermannbräu – AÖ 10 – Neukirchen an der Alz – Niederhofen – Kirchweidach – St 2357 – Roidham – Tyrlaching – St 2106 – Emmering – Landkreisgrenze – (TS 1 im Landkreis Traunstein) |
| AÖ 26  | AÖ 23 – Feichten an der Alz – AÖ 28 – Landkreisgrenze – (TS 51 im Landkreis Traunstein) |
| AÖ 27  | St 2356 – Wald an der Alz – Wurasöd – Fernschachen – Östern – AÖ 23 in Edelham |
| AÖ 28  | AÖ 26 – Gigling – Landkreisgrenze – (TS 42 im Landkreis Traunstein) |
| AÖ 30  | AÖ 2 in Höll – Plackersdorf – Oberthann – Unterthann – Einzenbach – Landkreisgrenze – (PAN 31 im Landkreis Rottal-Inn) |
| AÖ 31  | (MÜ 8 im Landkreis Mühldorf am Inn) – Landkreisgrenze – Johannesbuchbach – Mitterbuchbach – Unterbuchbach – AÖ 13 – AÖ 2 in Klebing |
| AÖ 32  | AÖ 4 – Arbing – Golderberg – in Reischach |
| AÖ 33  | (MÜ 4 im Landkreis Mühldorf am Inn) – Landkreisgrenze – AÖ 2 in Straß |
| AÖ 34  | AÖ 2 in Nonnberg – Brandhub – Landkreisgrenze – (PAN 47 im Landkreis Rottal-Inn) |
| AÖ 35  | (ehemalige B 299) (MÜ 9 im Landkreis Mühldorf am Inn) – Landkreisgrenze – AÖ 2 – Unterhart – AÖ 1 – Enhofen – Winhöring – AÖ 3 – St 2876 in Kronberg                                                                                                  |